# Wygon (Kórnica)
Wygon (nazwa oboczna Rajdyna, niem. Reitersdorf) – część wsi Kórnica w Polsce, położona w województwie opolskim, w powiecie krapkowickim, w gminie Krapkowice, wchodzi w skład sołectwa Kórnica. Historycznie leży na Górnym Śląsku, na ziemi prudnickiej.
W latach 1975–1998 Wygon administracyjnie należał do ówczesnego województwa opolskiego. Do 1956 w powiecie prudnickim.

## Historia

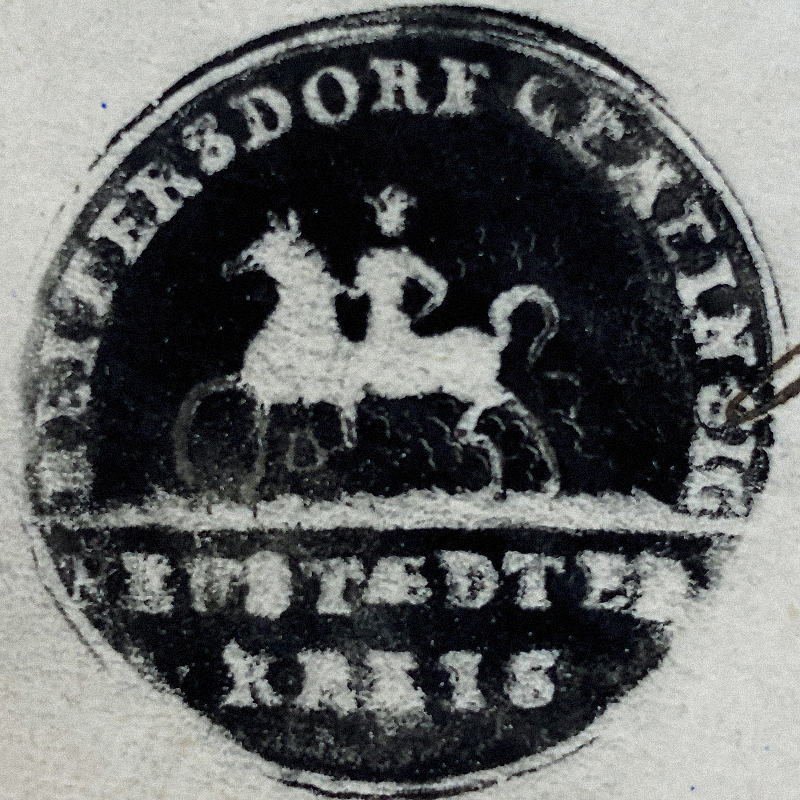
Pieczęć Wygonu (1880)

Wieś posiadała swoją własną pieczęć, która przedstawiała w polu konia skierowanego w prawo, na nim jeździec, a w otoku napis: REITERSDORF GEMEIN SIG / NEUSTAEDTER KREIS (pol. Gmina Wygon / Powiat Prudnicki). W 1845 w Wygonie znajdowało się 17 domów, w których mieszkały 94 osoby.

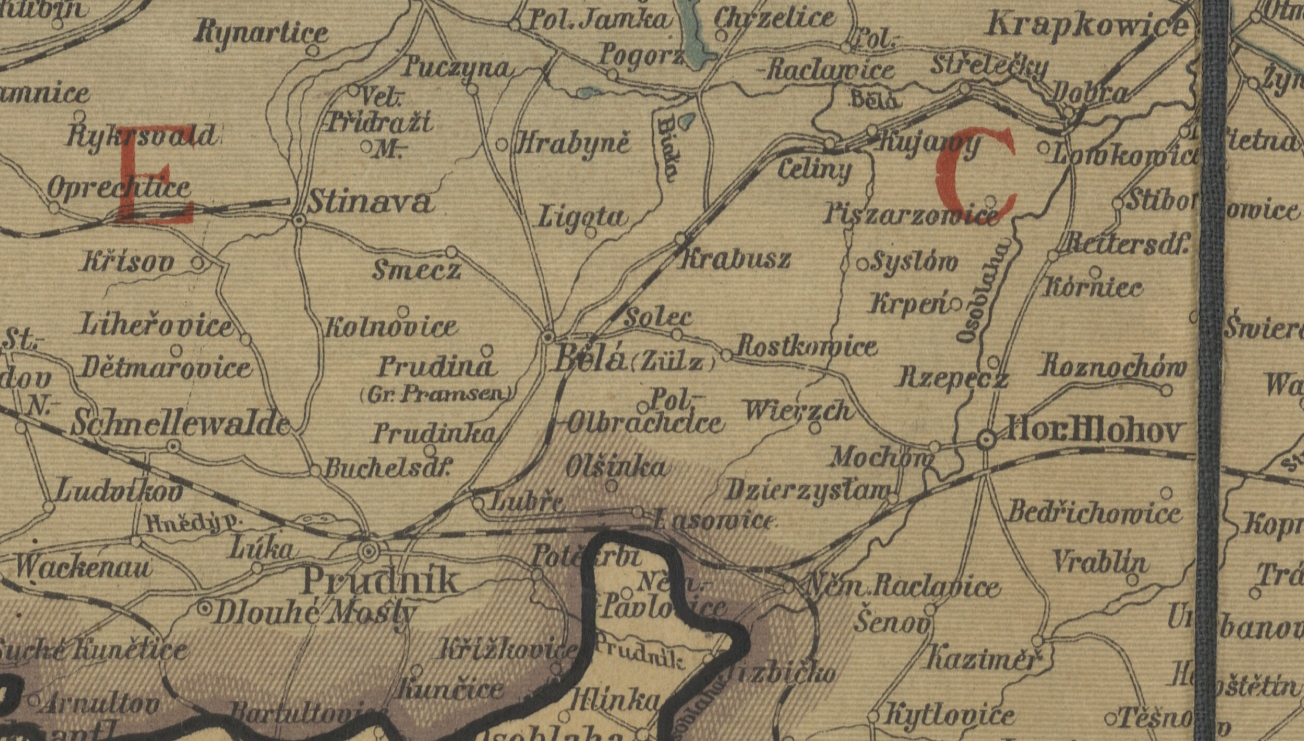
Wygon (Reitersdf.) wśród miejscowości ziemi prudnickiej na czeskiej mapie z 1922

W 1921 w zasięgu plebiscytu na Górnym Śląsku znalazła się tylko część powiatu prudnickiego. Wygon znalazł się po stronie wschodniej, w obszarze objętym plebiscytem.
W spisie gromad i miejscowości w powiecie prudnickim na dzień 1 stycznia 1953 wymieniono Wygon jako przysiółek Kórnicy pod nazwą Rajdyna. W 1966 w przysiółku mieszkało 135 osób.

## Liczba mieszkańców wsi
- 1871 – 140[10]
- 1885 – 142[11]
- 1966 – 135[9]